# Sindrome di Keppen-Lubinsky
Sindrome di Keppen-Lubinsky è il nome dato a un'entità sindromica poco caratterizzata e poco discussa: ad oggi solo tre casi son stati descritti, cosa che non consente unanimità nel darle una propria dignità nosologica.
Tale quadro è stato osservato dalla dottoressa Laura Davis Keppen e dal dottor Mark Lubinsky nel 1994 nello stato dell'Iowa (USA) su di un bambino con:
- lipodistrofia, in particolare a livello facciale;
- grave ritardo dello sviluppo psicomotorio

ed è riportato in un testo di Genetica Clinica.
Nel 2003 un gruppo italiano ha pubblicato un articolo su un secondo caso, a prima vista simile e apparentemente non collocabile in altri quadri sindromologici.
Nel 2009 è stato osservato un altro caso in Israele.